# Theodor Stelzer
Theodor Hans Steltzer (ur. 17 grudnia 1885 w Trittau, zm. 27 października 1967 w Monachium) – niemiecki urzędnik i oficer; opozycjonista antyhitlerowski związany z Kręgiem z Krzyżowej; po wojnie premier brytyjskiego rządu okupacyjnego w Szlezwiku-Holsztynie.

## Życiorys
Pochodził z mieszczańskiej rodziny ze Szlezwika-Holsztynu. Studiując w Monachium nauki polityczne i ekonomiczne angażował się równocześnie w ruchu na rzecz dokształcania robotników. W czasie I wojny światowej służył jako żołnierz, potem od 1920 roku był landratem powiatu Rendsburg. W czasach Republiki Weimarskiej dał się poznać jako przeciwnik narodowego socjalizmu, stąd wiosną 1933 utracił piastowany urząd. Z powodu rzekomych zaniedbań finansowych nowe władze z nadania NSDAP próbowały go zdyskredytować. Oskarżono go także o zdradę stanu, gdyż w jednym ze swoich pism skierowanych do rządu austriackiego otwarcie skrytykował politykę narodowo-socjalistycznego reżimu. Z tego powodu był przez kilka miesięcy więziony, potem jednak ułaskawiono go.
W 1936 objął kierownictwo sekretariatu protestanckiego bractwa Michaelsbruderschaft z Marburga. W 1939, po ataku Niemiec hitlerowskich na Polskę, powołano go do służby w Wehrmachcie. Od września 1939 był szefem sztabu transportu kolejowego w okupowanej Polsce. Od 1940 służył jako pułkownik w Sztabie Generalnym Komendantury Wehrmachtu (niem. Generalstab des Wehrmachtbefehlshabers) w norweskim Oslo. W tym czasie utrzymywał stały kontakt z norweskim ruchem oporu.
W 1940 za pośrednictwem Otto Heinricha von der Gablentza poznał hrabiego Helmutha Jamesa von Moltke i przyłączył się do Kręgu z Krzyżowej. W 1942 wziął udział w obu zjazdach w Krzyżowej. Po nieudanym zamachu z 20 lipca 1944 roku został wezwany służbowo do Berlina (według spiskowców miał zostać rządowym administratorem Szlezwiku-Holsztynu). Tam aresztowało go gestapo. 15 stycznia 1945 Trybunał Ludowy (Volksgerichtshof) skazał go na karę śmierci. Uratowali go norwescy opozycjoniści, którzy znaleźli dojście do Heinricha Himmlera, który nakazał wstrzymanie egzekucji. 25 kwietnia 1945 tuż przed wkroczeniem wojsk sowieckich został zwolniony z berlińskiego więzienia przy ulicy Lehrter. Po wojnie był członkiem założycielem CDU w Berlinie. W latach 1945–1947 pełnił funkcję najpierw nadprezydenta, a potem premiera landu Szlezwik-Holsztyn.
W 1966 ukazały się jego wspomnienia pt. „Sechzig Jahre Zeitgenosse”.